# Cities XL
Cities XL (antes Cities Unlimited) é um jogo que simula a criação e administração de cidades, desenvolvido pela empresa Monte Cristo, empresa desenvolvedora de games que já detém experiência do jogo City Life. Estava planeado para lançamento no primeiro trimestre de 2009, mas a data de lançamento foi alterada para o dia 8 de Outubro de 2009 na Oceania e na Europa e para o dia 9 de Outubro de 2009 na América do Norte. O jogo deixa o jogador criar e alterar cidades, gerir a economia e tomar conta das necessidades dos habitantes da cidade. O jogador também pode jogar online e interagir com milhares de outros jogadores em planetas (MMO), podendo assim trabalhar juntos para trocar recusrsos ou para construir blueprints para satisfazer as necessidades dos habitantes.

## Jogabilidade

### Zoneamento e plopping
Cities XL combina ambas as funcionalidades, plopping e o crescimento automático, com o uso ao "zoneamento", para compor uma cidade. A ferramenta de posicionamento em massa deixa ao jogador seleccionar as "tags" que definem o que quer construir numa determinada zona, não só acrescenta realismo como também flexibilidade. Existem tags para descrever a função de um edifício, como por exemplo se é residencial, serviços comerciais, hotéis, industria, etc... Como também outras características importantes como o tamanho, o nível de riqueza, o estilo de arquitectura, a origem geográfica, etc. Cada edifício é identificado individualmente com o uso de uma "tag única" para que o jogador possa escolher um edifício especifico. Os jogadores também vão poder criar e definir a sua própria colecção de tags.

### MMO
Cities XL oferece aos jogadores a opção de jogar numa comunidade virtual permanente, conhecida pelo nome de Planet Offer. Os membros da Planet Offer serão capazes de construir as suas cidades virtuais num mundo habitado por outras pessoas que têm a opção de fazer trocas com outros jogadores, visitar outras cidades e acolher eventos. Também haverá eventos e competições para assegurar que o jogador continue a jogar o jogo. Um web site parceiro vai oferecer partilhas de experiências in-game e serviços comunitários.

## Desenvolvimento

### Terreno
Cities XL visa proporcionar paisagens maiores, mais realísticas e mais bonitas. O terreno é desenvolvido através de mapas de altura e texturas de um mapa normal. E em vez de criar novas ferramentas, Monte Cristo baseou-se em ferramentas de terceiros existentes como por exemplo: EarthSculptor, World Machine e GeoControl para gerar terrenos realísticos e únicos do que se com as suas próprias ferramentas de paisagem. Além disso middleware como o SpeedTree foi também incorporado no jogo para ter melhores gráficos.

### Computadores de baixo desempenho
Monte Cristo esforçou-se em fazer um motor gráfico 3D capaz de ser jogado por computadores com baixo desempenho. O jogador pode não ter todos os gráficos que o jogo tem para oferecer, mas, ainda recebe gráficos de boa qualidade, igualando aos gráficos do City Life.

## História
Em Junho de 2007, foi proposto criar um screenshot por um trabalhador da empresa Monte Cristo com o motivo de o meter no seu blog No entanto foi revelado no website oficial que o jogo não iria ser chamado de City Life 2, como inicialmente se pensava, e foi renomeado para Cities Unlimited para evitar confusões. No dia 15 de Abril de 2008 foi anunciado que o nome do jogo original Cities Unlimited foi mudado para o actual, Cities XL.
É provável que o novo jogo tenha melhores gráficos e mais recursos graças a um tópico existente na comunidade "City Life", colocado no início de 2008. Por exemplo, foi confirmado que a Monte Cristo esta a trabalhar muito para eliminar o problema da repetição de edifícios, que aconteceu no jogo City Life. A produtora do jogo anunciou que estão focados na parte do realismo gráfico, da economia, dos transpores e numa grande variedade de edifícios.
O web site do jogo Cities XL foi lançado em 13 de Outubro de 2007 com uma maior variedade de informações.
Numa entrevista a 11 de Setembro de 2007, Philippe Da Silva anunciou que Cities XL iria conter uma enorme variedade de mapas e paisagens, o que permitirá ao jogador uma maior complexidade no tipo de cidades que queiram construir. Da Silva afirmou Nós queremos que os jogadores sejam capazes de, não só criar "Cidades clássicas", mas também especializar o tipo de cidade que o jogador quer criar. Um screenshot de um mapa confirmou que o jogo teria a possibilidade de por neve nas suas paisagens.
A 4 de Junho de 2008, o primeiro trailer oficial é lançado ao público.
Em 26 de Junho de 2008, Phillipe Da Silva colocou no seu blog o nível actual de desenvolvimento onde Cities XL, já estaria feito no final de Maio, onde emergiu muitos dos diversos esforços da equipa de desenvolvimento. Em meados de Junho. o jogo já se encontrava numa forma quase final